# ISO 3166-2:DK
ISO 3166-2:DK és el subconjunt per a Dinamarca de l'estàndard ISO 3166-2, publicat per l'Organització Internacional per Estandardització (ISO) que defineix els codis de les principals subdivisions administratives.
Actualment per a Dinamarca l'estàndard ISO 3166-2 està format per 5 regions.
Cada codi es compon de dues parts, separades per un guió. La primera part és DK, el codi ISO 3166-1 alfa-2 per a Dinamarca. La segona part són dos dígits (81–85).

## Codis actuals
Els noms de les subdivisions estan llistades segons l'ISO 3166-2 publicat per la "ISO 3166 Maintenance Agency" (ISO 3166/MA).
Els noms de les subdivisions són ordenats segons l'ordre de l'alfabet danès: a-z, æ, ø, å.
| Codi  | Nom de la subdivisió (da) | Nom de la subdivisió (ca) |
| ----- | ------------------------- | ------------------------- |
| DK-84 | Hovedstaden               | Hovedstaden               |
| DK-82 | Midtjylland               | Jutlàndia Central         |
| DK-81 | Nordjylland               | Jutlàndia Septentrional   |
| DK-85 | Sjælland                  | Regió de Sjælland         |
| DK-83 | Syddanmark                | Dinamarca Meridional      |

1. ↑  Nom en català no inclòs a l'estàndard ISO 3166-2.